# WHTZ
WHTZ, auch bekannt als Z100, ist eine kommerzielle Top-40-Radiostation in Newark, New Jersey und sendet für die New York Metropolitan Area. Die Station gehört zu den einflussreichsten Top-40-Stationen in den USA.
Die Studios von WHTZ befinden sich im Hochhaus 125 West 55th Street in Midtown Manhattan, New York City. Gesendet wird auf UKW 100,3 MHz (6 kW ERP) vom Empire State Building. Neben der normalen analogen Ausstrahlung sendet WHTZ auf seinen HD-Radiokanälen weitere Programme. Zudem ist der Sender US-weit über Internetstream und Kanal 12 auf SiriusXM Satellite Radio zu hören. Das Präfix des Rufzeichens bezieht sich auf „hits“.

## Unternehmen
Ein relativ großer Teil jeder Sendestunde der Station besteht aus Radiowerbung. 2013 verdiente WHTZ beziehungsweise iHeart Media rund 51 Millionen US-Dollar mit Werbung.

## Programm
Die Station gehört iHeartMedia und ist die Flaggschiffstation für Elvis Duran and the Morning Show und der New Yorker Partner von On Air with Ryan Seacrest (Premiere Networks).
Der US-amerikanisch-niederländische Radiomoderator Adam Curry moderiert bei WHTZ.